# استخراج رمز ارز
کلمه استخراج (به انگلیسی Mining) در دنیای رمز ارزها به معنی تولید و تأیید تراکنش ارز رمز نگاری شده از طریق حل مسائل کامپیوتری است. از آنجا که ارزهای رمزنگاری شده مانند بیت کوین ماهیت غیرمتمرکز دارند، برای کار کردن شبکه آنها نیاز است تا افرادی در سراسر دنیا برای پیشبرد این شبکه فعالیت داشته باشند و سرویس‌ها و خدماتی را در اختیار شبکه قرار دهند. برای افرادی که در این امر مشارکت می‌کنند پاداش‌هایی در نظر گرفته شده‌است که در قالب ارزهای دیجیتالی به آنها تعلق خواهد گرفت. این پاداش‌ها باعث تولید ارزهای دیجیتالی مانند بیت کوین و اتریوم و… می‌شود.
دلیل استفاده از این کلمه این است که استخراج در معادن کار سختی است و به تخصص نیاز دارد و فردی که این کار را انجام می‌دهد به پاس زحمتی که می‌کشد طلا یا سنگ قیمتی پیدا کند (یا اصطلاحاً آن را استخراج کند)، در دنیای ارزهای رمزنگاری شده نیز افرادی که سرویس یا خدمتی به شبکه ارائه می‌کنند، به پاس خدمتی که انجام می‌دهند پاداش دریافت می‌کنند. این پاداش در قالب ارزهای دیجیتالی است و می‌توان گفت ارزهای دیجیتالی از این طریق تولید می‌شوند. به دلیل شباهت این فعالیت با معنای کلمه استخراج، این نام برای این صنعت انتخاب شده است.

### استخراج گر (ماینر)
به افرادی که دستگاه‌های لازم برای استخراج را دارا هستند و به شبکه فعالیت می‌کنند اصطلاحاً استخراج گر یا ماینر می‌گویند.
درواقع، ماینرها با حل مسائل پیچیده ریاضی و تراکنش ها را در یک بلاک قرار می‌‌دهند در نهایت یک بلاک جدید به زنجیره بلاک ها در بلاک چین اضافه می‌کنند. باید گفت که ماینر ها حل مسائل را به صورت رایگان انجام نمی‌دهند و در ازای اضافه کردن هر بلاک، از طرف بلاک‌چین پاداش خوبی دریافت می‌کنند.
ماینرها استخراج ارز های دارای قابلیت استخراج، باید به الگوریتم اثبات کار آن ها توجه کنند؛ چراکه فقط ارز هایی وابسته به ماینینگ هستند که از الگوریتم اجماع کار (proof of work) استفاده می‌کنند.
مهم‌ترین ارز هایی که قابلیت استخراج دارند:
- بیت‌کوین (BTC)
- دوج کوین (DOGE)
- اتریوم (ETH)
- مونرو (XMR)

## انواع استخراج

### استخراج سخت‌افزاری
این روش استخراج نیازمند دستگاه‌ها و الگوریتم مخصوص به خود است. برای مثال استخراج بیت کوین با سخت‌افزارهایی مانند اسیک (ASIC miner) انجام می‌شود که انحصارا برای استخراج بیت کوین طراحی و تولید شده‌اند. کارت‌های گرافیک کامپیوتری هم می‌توانند با قدرت کمتری و برای رمز ارزهای دیگری کاربرد داشته باشند.
استخراج طبق الگوریتم‌های خاصی انجام می‌شود. در حال حاضر الگوریتم اثبات کار (Proof of Work) برای رمز ارزهای بیت کوین و آتریوم و… استفاده می‌شود. دستگاه‌های استخراج با استفاده از این الگوریتم با رمزگشایی کردن تراکنش‌های ارسالی به شبکه و حل کردن آنها این توانایی را خواهند داشت که تراکنش‌ها را تأیید کنند و مبلغ از قبل تعیین شده‌ای را پاداش بگیرند.

### استخراج نرم‌افزاری
در این روش نیاز به دستگاه‌های بخصوصی نیست و با کامپیوترهای شخصی و ظرفیت پردازش و گرافیک آنها می‌توان استخراج کرد. الگوریتم رایج این نوع استخراج، گواه بر سهام (Proof of Stake) است. در این روش سخت‌افزار و قدرت آن ملاک قدرت استخراج گر در شبکه نیست، بلکه میزان دارایی یا سهام او است که توانایی و قدرت را در شبکه افزایش می‌دهد. در حال حاضر این روش کمتر از استخراج سخت‌افزاری مورد استفاده قرار می‌گیرد.

## در ایران

### بانک مرکزی
در اردیبهشت ۱۳۹۷ بانک مرکزی جمهوری اسلامی ایران اعلام کرد که به‌کارگیری بیت کوین و ارزهای مجازی دیگر و استخراج در تمام مراکز پولی و مالی ممنوع است.
دریافت مجوز فعالیت دستگاه‌های استخراج ارز دیجیتال در ایران

به نقل از کمیسیون رمزارز و بلاکچین سازمان نظام صنفی رایانه‌ای، درگاه پرداخت عوارض دستگاه‌های استخراج که قبل از سال 98 به صورت غیرقانونی و قاچاق وارد کشور شده‌اند، در سامانه بهین یاب راه‌اندازی شده و از این ‌پس استخراج‌کنندگان  ارزهای دیجیتال می‌توانند نسبت به پرداخت عوارض دولتی در این سامانه اقدام نموده و با ورود اطلاعات دستگاه‌های خود، مجوز فعالیت در ایران را دریافت نمایند.

## مصرف انرژی در صنعت استخراج رمز ارزها
بعد از ورود بیت کوین به عنوان اولین ارز رمزنگاری شده، صنعت استخراج آن به یکی از مشاغل پر درآمد تبدیل شد و مورد اشتیاق مردم در سراسر دنیا قرار گرفت. در مقاله سفید (White Paper) بیت کوین به این موضوع اشاره است که با گذشت زمان و افزایش تقاضا، میزان سختی شبکه (نرخ هش) بالا خواهد رفت و باعث خواهد شد تا استخراج آن سخت‌تر شود. از این رو برای استخراج گران نیازمند دستگاه‌های قوی تری خواهند بود. این موضوع و طراحی سخت‌افزارهای قدرتمند تر، باعث افزایش مصرف برق این دستگاه‌ها شد تا جایی که امروز سازمان‌های انرژی سبز و ارگان‌های مربوط به محیط زیست نسبت به برق مصرفی در صنعت استخراج معترض شدند.
به نظر می‌رسد رمز ارزها به سمت استخراج نرم‌افزاری و استفاده از الگوریتم‌های نوینی حرکت می‌کنند تا از این مشکل جلوگیری کنند. البته رمز ارزها در مقوله مصرف انرژی، عملکرد بهتری نسبت به پول‌های دیگر داشته‌است. مقدار اسکناس چاپ شده در سرتاسر جهان و مصرف کاغذ و منابع دیگر که برای آن استفاده شده‌است، موضوعی است که باید با مصرف استخراج پول‌های دیجیتالی قیاس شود.
استخرهای استخراج
یک نوع استراتژی برای استخراج سریع‌تر است، به این صورت که تعدادی استخراج‌کننده با یکدیگر شبکه‌ای تشکیل می‌دهند و با یکدیگر توافق می‌کنند بیت‌کوینی را که استخراج می‌کنند با یکدیگر قسمت کنند. تشکیل این شبکه‌ها علاوه بر افزایش شانش استخراج، موجب افزایش سرعت استخراج نیز می‌شود و روش مؤثری برای استخراج می‌باشد، سایت‌های زیادی وجود دارند که می‌توان در آن‌ها عضو شد و از mining poolهای موجود در آن، برای پیوستن به سایر استخراج کنندگان استفاده کرد.
استخراج ابری (Cloud Mining) چیست؟
اگر می‌خواهید جز استخراج‌کنندگان بیت‌کوین باشید، اما به علت به صرفه نبودن هزینه‌ی برق و خرید سیستم قادر به انجام این‌کار را نیستید، می‌توانید از استخراج ابری استفاده کنید. شرکت‌هایی وجود دارند که به معدن بیت‌کوین مشهورند و در واقع ساختمان‌هایی عظیمی هستند که تعداد بسیار زیادی کامپیوتر در آن وجود دارد و شما می‌توانید با پرداخت کارمزدی (که غالبا کم هم نیست) در این معدن‌ها عضو شده و به وسیله‌ی اتصال از راه دور به کامپیوترهای این مجموعه، اقدام به استخراج بیت‌کوین کنید. البته استفاده از این روش همیشه به صرفه نیست.و شاید ضرر هایی هم داشته باشد

## مشکلات استخراج رمزارزها
استخراج رمزارز یا به اصطلاح ماینینگ ارزها دارای مشکلاتی هستند که مربوط به سخت افزار دستگاه ماینینگ است، از جمله این مشکلات:
مصرف بیش از حد برق: اصلی‌ترین مشکل ماینیگ مصرف بیش از حد برق است. افرادی که دستگاه ماینیگ دارند باید برق 3فاز داشته باشند. علاوه بر این، دستگاه ها باید به صورت 24 ساعته روشن باشند تا عملیات استخراج تکمیل شود، روشن بودن 24ساعته دستگاه باعث تولید گرمای زیاد نیز می‌شود که ماینر باید سیستم خنک کننده قوی‌ای را برای از بین بردن گرمای ایجاد شده، تعبیه کند.
حمله به مزارع ماینینگ: در مزارع ماینینگ، ماینرها با کنار هم گذاشتن دستگاه ها در مزرعه موجب می‌شوند که هکران به راحتی از طریق نفوذ انلاین رمزارز های استخراج شده را هک کنند. برای جلوگیری از حمله هکران، ماینر ها باید از امینت استخراج ارزهای خود اطمینان حاصل نمایند.
تمرکز زدایی: در استخراج رمزارزها، دستگاه های ASIC محبوبیت بیشتری دارند اما مشکل این مدل دستگاه این است که همه ارزها را استخراج نمی‌کند بلکه فقط یکسری از ارزهای خاص را ماین می‌کند مانند بیت کوین، اتریوم.

## راه حل برای مشکلات استخراج رمزارزها
برای حل مشکلات مربوط به ماینینگ یکسری راه حل هایی وجود دارد که وابسته به تریدرها و دستگاه های ماینینگ است، از جمله این راه حل ها:
کمک از منابع انرژی تجدیدپذیر: ماینر ها می‌توانند از نیروگاه های انرژی که انرژی آنها از برق یا خورشید گرفته می‌شود، استفاده کنند. این روش موجب صرفه جویی در انرژی برق می‌شود.
تغییر الگوریتم اثبات کار به اثبات سهام: استخراج رمزارزها به خاطر مصرف انرژی زیادی که داشتند باعث انتقاد بسیاری از طرفداران محیط زیست شد. شبکه بلاک‌چین اتریوم با تغییر الگوریتم اثبات کار به اثبات سهام موجب رضایت عموم شد؛ چراکه با الگوریتم اثبات سهام افراد به جای استخراج رمزارز ها به سپرده‌گذاری دعوت شدند.
خرید و فروش به جای ماینینگ ارزها: گزینه بهتری برای کسب درآمد از دنیای ارزهای دیجیتال وجود دارد که افراد با معامله و خرید و فروش و در اصطلاح ترید کردن از این بازار کسب درآمد داشته باشند.